# Coliseo del Caesars Palace
El Coliseo del Caesar's Palace es un teatro localizado en los predios de dicho hotel en la ciudad de Las Vegas, Estados Unidos. Constituye su principal centro de atracción y de entretenimiento. Es denominado como el hogar de los artistas más grandes en el mundo pues ha albergado a muchos espectáculos residenciales de cantantes como Adele, Celine Dion, Bette Midler, Elton John, Rod Stewart, Cher y Madonna.
El lugar cuenta con un foro con capacidad para 4100 personas y mezcla estilos derivados de la antigua arquitectura romana con tendencias modernistas. Fue construido originalmente para el show A New Day... de Celine Dion, el cual tuvo una duración de cinco años. El costo del coliseo ascendió a aproximadamente $95 millones de dólares, siendo uno de los teatros más caros de la ciudad, superando al teatro O del hotel Bellagio.

## Historia

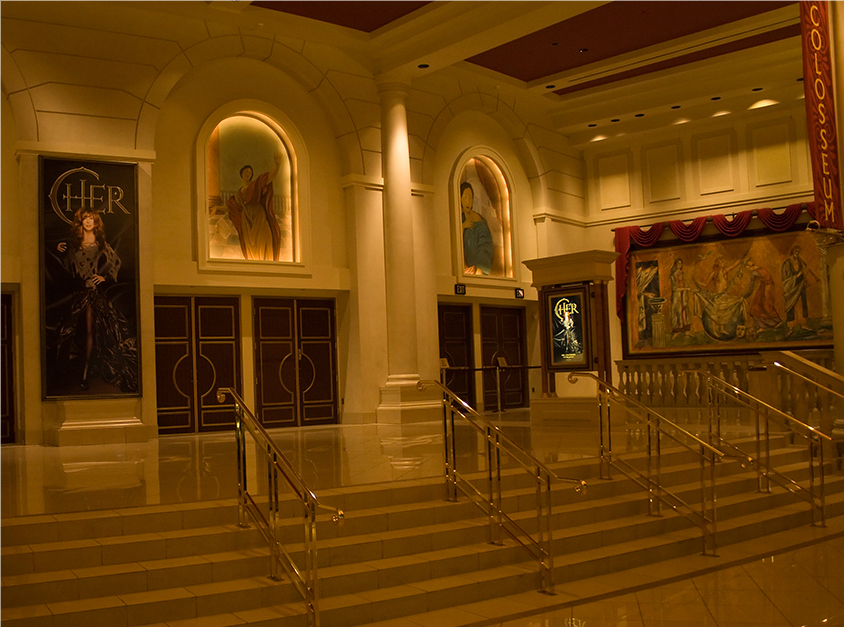
Entrada al teatro desde el hotel.

En el año 2000, el Caesars Palace hizo planes para renovar su auditorio principal, el Circus Maximus Showroom, abierto al público en 1962. Durante este tiempo, los propietarios del hotel entraron en negociaciones con la cantante Céline Dion, quien planeaba una serie de conciertos por motivo de su regreso a los escenarios. Una vez culminadas las negociaciones, la renovación fue cancelada y en su lugar, se planeó construir un auditorio de mayor envergadura en reemplazo del viejo edificio. El último espectáculo en el Circus Maximus Showroom se llevó a cabo por el dúo Steve & Eydie en septiembre de 2000. El teatro fue construido especialmente para el show A New Day... de Céline Dion. Las obras fueron iniciadas por Park Place Management (organismo encargado de la administración del hotel) en coincidencia con otros trabajos llevados a cabo por todo el Caesars Palace que incluyeron: espacios adicionales, áreas de reunión, spas, restaurantes y una torre de suites de veinte pisos. El costo de la construcción original se estimó entre $60 y $70 millones de dólares, pero los aspectos técnicos del auditorio elevaron su costo a $90 millones.
El coliseo fue construido por la compañía Perini Building Company, fue completado en febrero de 2003 (seis semanas antes de la fecha prevista) y fue abierto al público el 25 de marzo del mismo año. La cantante grabó un especial para CBS el mismo día como muestra de su primera serie de conciertos, el cual culminaría en 2005. El especial fue titulado Celine in Las Vegas ... Opening Night Live, y fue presentado por Justin Timberlake. Este mostró un detrás de escena tanto del show, como del teatro.
Desde su apertura, el coliseo ha sido propiedad de Caesars Entertainment Corporation y fue administrado por AEG Live. El éxito de Dion ocasionó que más artistas actuaran en el teatro, entre ellos, Elton John quien trajo su espectáculo The Red Piano desde el 2004 hasta el 2009, y Cher, quien en ese entonces estaba retirada de los escenarios, con su espectáculo Cher at the Colosseum, el cual inició en mayo de 2008 y terminó en 2010. Otros artistas que también han actuado en el coliseo son: Kylie Minogue, Diana Ross, Romina Arena, Faith Hill, Ricky Martin, Madonna y Luis Miguel. También ha albergado a numerosos comediantes como Kathy Griffin, Jerry Seinfeld, Chelsea Handler, Dave Chappelle y Ellen DeGeneres.

### Aspectos técnicos
El diseño del teatro fue basado en el antiguo coliseo romano. Conecta directamente con el casino del hotel, cerca al centro comercial Forum Shops. El lugar posee 256 pies (78 m) de diámetro con una rotonda de 120 pies (37 m) por encima del suelo. El escenario principal posee las medidas de 2.086 m² y tiene un proscenio de 45 pies (14 m) de alto y de 120 pies (37 m) de ancho (uno de los más grandes del mundo). Está equipado con 180 mil vatios de amplificación y 139 altavoces. También posee una pantalla en led de 120 pies (37 m) de ancho por 40 pies (12 m) de alto, elaborada por Mitsubishi Diamond Vision y que tuvo un costo adicional de diez millones de dólares. Ofrece una ilusión de la escenografía en tercera dimensión, siendo la más grande de este tipo en Norteamérica.
También incluye diez elevadores de telón motorizados, que componen el 75 por ciento del escenario. A diferencia del coliseo romano, éste fue construido en un ambiente íntimo, cuyo asiento más lejano se encuentra a unos escasos 120 pies (37 m). Para reforzar su intimidad, está equipado con doscientos paneles acústicos que controlan la amplificación del sonido, y un sistema de control de humedad. Este último, que tuvo un costo de dos millones de dólares, contribuye a la creación de un ambiente perfecto para los artistas al proveer una acústica excelente. También está provisto de tecnología avanzada, pues cuenta con un tablero de iluminación y musicalización de última generación.

## Espectáculos

### Espectáculos principales
| Artista      | Espectáculo              | Duración                                            | Lanzamientos                                             | |
| ------------ | ------------------------ | --------------------------------------------------- | -------------------------------------------------------- | --- |
| Celine Dion  |                          | A New Day...                                        | Inicio: 25 de marzo de 2003 Fin: 15 de diciembre de 2007 | - Celine in Las Vegas: Opening Night Live (Especial para CBS) (2003) - A New Day... Live in Las Vegas (2004) - Live in Las Vegas: A New Day... (2007) |
| Celine Dion  | Celine                   | Inicio: 15 de marzo de 2011 Fin: 8 de junio de 2019 | - Celine: 3 Boys and a Show (Especial de OWN)            | |
| Elton John   |                          | The Red Piano                                       | Inicio: 13 de febrero de 2004 Fin: 22 de abril de 2009   | - Elton John: The Red Piano (Especial para NBC) (2005) - The Red Piano (2009)                                                                         |
| Elton John   | The Million Dollar Piano | Inicio: 28 de septiembre de 2011 Fin: 2014          | Ninguno                                                  | |
| Bette Midler |                          | The Showgirl Must Go On                             | Inicio: 20 de febrero de 2008 Fin: 31 de enero de 2010   | - Bette Midler: The Showgirl Must Go On (Especial para HBO) (2010) - The Showgirl Must Go On (DVD) (2011)                                             |
| Cher         |                          | Cher at the Colosseum                               | Inicio: 6 de mayo de 2008 Fin: 5 de febrero de 2011      | Ninguno |
| Rod Stewart  |                          | Rod Stewart: The Hits                               | Inicio: 24 de agosto de 2011 Fin: 2013                   | Ninguno |
| Shania Twain |                          | Still the One                                       | Inicio: 1 de diciembre de 2012 Fin: 2014                 | Ninguno |
| Mariah Carey |                          | Mariah Carey: #1's                                  | Inicio: 6 de mayo del 2015 Fin: TBA                      | Ninguno |

### Conciertos ocasionales
| Artista                         | Nombre del concierto o gira                       | Fecha |
| ------------------------------- | ------------------------------------------------- | --- |
| Mariah Carey                    | Charmbracelet World Tour                          | - 26 de julio de 2003 |
| Mariah Carey                    | Angels Advocate Tour                              | - 27 de febrero de 2010 |
| Gloria Estefan                  | Live & Unwrapped                                  | - Del 10 al 19 de octubre de 2003 |
| Romina Arena                    | Romina Arena Live!                                | - 8 y 9 de junio de 2004 |
| Stevie Nicks                    | Say You Will Tour                                 | - 5 de julio de 2004 |
| Stevie Nicks                    | Dreams                                            | - Del 10 al 14 de mayo de 2005 - Del 20 al 24 de marzo de 2007                                                                                      |
| Stevie Nicks                    | Gold Dust Tour                                    | - 5 de julio de 2005 |
| Stevie Nicks                    | Stevie Nicks in Concert                           | - 14 de mayo de 2011 |
| Faith Hill                      | -                                                 | - Del 10 al 14 de agosto de 2004 |
| Carole King                     | The Living Room Tour                              | - 21 de agosto de 2004 |

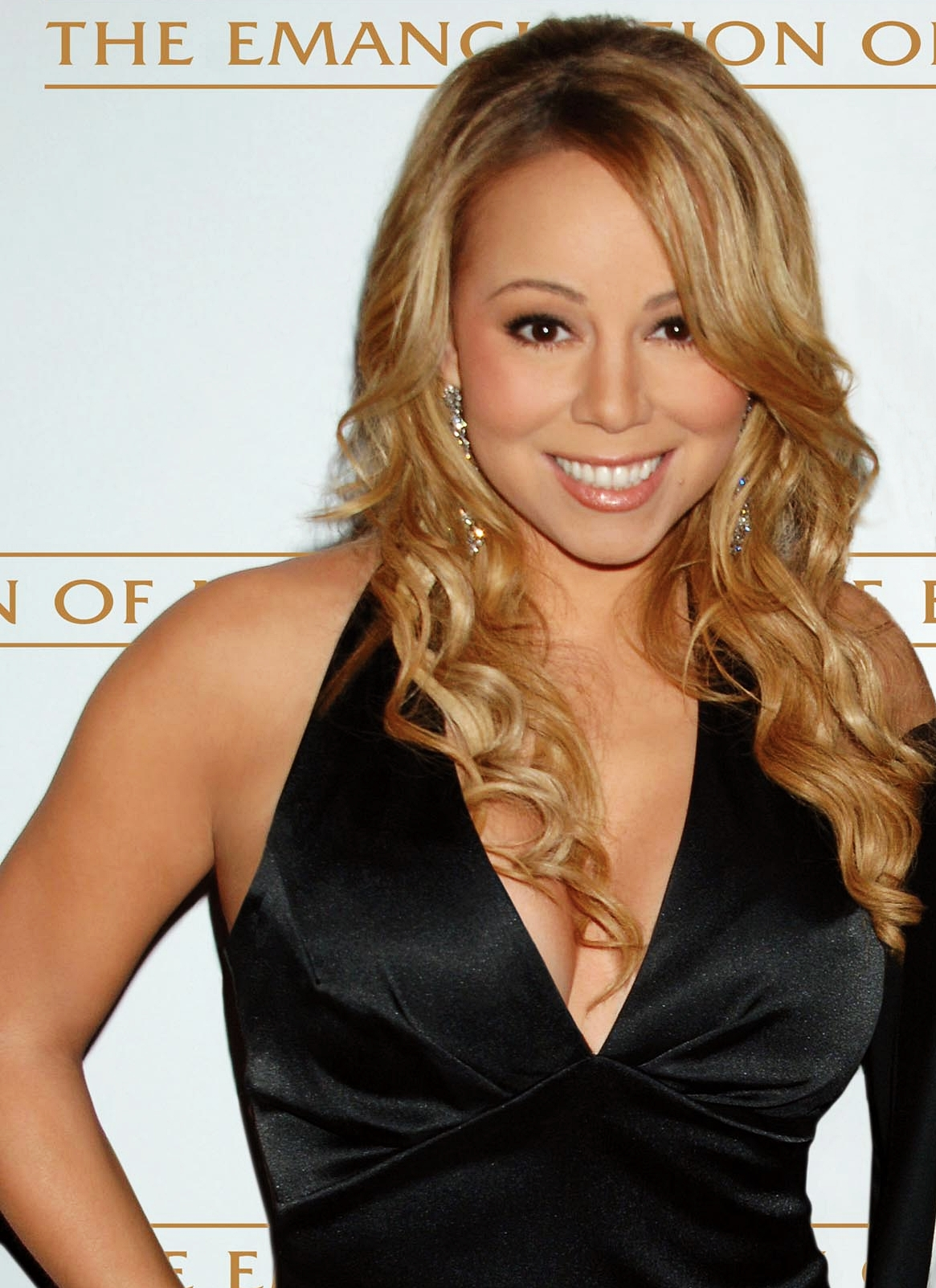
Mariah Carey.

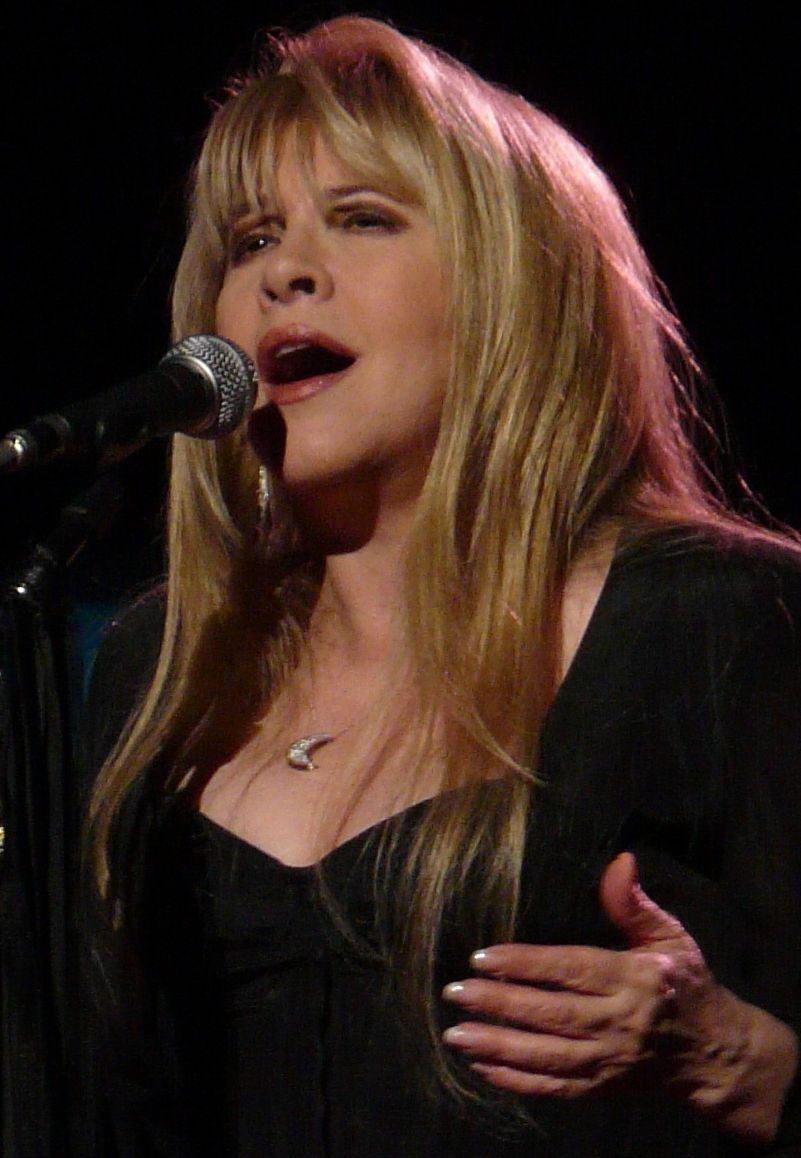
Stevie Nicks.

| Luis Miguel                     | Gira México en la piel                            | - Del 14 al 16 de septiembre de 2007 |
| Luis Miguel                     | Gira Cómplices                                    | - Del 12 al 15 de septiembre de 2008 - Del 12 al 15 de septiembre de 2009                                                                           |
| Luis Miguel                     | Gira Luis Miguel / Gira grandes éxitos            | - Del 15 al 18 de septiembre de 2010 - Del 15 al 18 de septiembre de 2011 - Del 13 al 15 de septiembre de 2012 - Del 13 al 15 de septiembre de 2013 |
| Luis Miguel                     | Gira Deja Vu                                      | - Del 12 al 15 de septiembre de 2014 |
| Luis Miguel                     | Gira México por siempre                           | - 13 y 14 de septiembre de 2018 - 12, 13, 15 y 16 de septiembre de 2019                                                                             |
| Bob Dylan                       | Never Ending Tour                                 | - 17 de agosto de 2010 |
| Rod Stewart                     | -                                                 | - Del 6 al 21 de noviembre de 2010 |
| Diana Ross                      | More Today Than Yesterday: The Greatest Hits Tour | - 12 y 13 de noviembre de 2010 |
| Leonard Cohen                   | Leonard Cohen Tour 2008–2010                      | - 10 y 11 de diciembre de 2010 |
| Jacky Cheung                    | Jacky Cheung Century Tour                         | - Del 6 al 8 de febrero de 2011 |
| Janet Jackson                   | Number Ones: Up Close and Personal                | - Del 22 al 24 de abril de 2011 |
| Ricky Martin                    | Música + Alma + Sexo World Tour                   | - 30 de abril de 2011 |
| Kylie Minogue                   | Aphrodite: Live                                   | - 22 de mayo de 2011 |
| Gloria Trevi y Alejandra Guzmán | VERSUS Tour                                       | - 14 y 17 de septiembre de 2017 |

- Nota: Las ilustraciones no están relacionadas con los espectáculos de los artistas.